# Меру (город)
Меру (англ. Meru) — город в центральной части Кении, на территории Восточной провинции страны. Административный центр одноимённого округа.

## География
Абсолютная высота — 1581 метра над уровнем моря. Город расположен в 8 км к северу от экватора, на северо-восточном склоне горы Кения. Через Меру протекает река Катиту.

## Население
По данным на 2013 год численность населения составляет 53 758 человек. Основная этническая группа, проживающая в городе — меру.
Динамика численности населения города по годам:
| 1999   | 2013   |
| ------ | ------ |
| 42 677 | 53 758 |

## Культура
С 1974 года в городе работает Музей Меру.

## Транспорт
Меру связан асфальтированной дорогой со столицей страны, городом Найроби. Ближайший аэропорт расположен в городе Исиоло, в 35 км от Меру.